# Матюково (Костромская область)
Матюково — деревня в Берёзовском сельском поселении Галичского района Костромской области России.

## География
Деревня расположена на берегу реки Шача.

## История
Согласно Спискам населенных мест Российской империи в 1872 году деревня относилась к 1 стану Чухломского уезда Костромской губернии. В ней числилось 9 дворов, проживало 15 мужчин и 37 женщин.
Согласно переписи населения 1897 года в деревне проживало 55 человек (19 мужчин и 36 женщин).
Согласно Списку населенных мест Костромской губернии в 1907 году деревня относилась к Муравьищенской волости Чухломского уезда Костромской губернии. По сведениям волостного правления за 1907 год в ней числилось 8 крестьянских дворов и 52 жителя.
До муниципальной реформы 2010 года деревня входила в состав Муравьищенского сельского поселения.

## Население
| 2008 | 2010 | 2012 | 2014 |
| ---- | ---- | ---- | ---- |
| 28   | ↘15  | ↗27  | →27  |

По состоянию на 1 января 2014 года в деревне числилось 10 хозяйств и 25 постоянных жителей.